# Sniaull
Sniaull是曼島最高的山。也是曼島唯一海拔超過2000英尺（610公尺）的山峰，其高度達到海拔2037英尺(620.9公尺)。山頂上有一個火車站、咖啡館。

## 概要
在曼島有句家喻戶曉的古語，在晴朗的日子從Sniaull山頂可以看到六個王國：曼島、英格蘭、愛爾蘭、蘇格蘭、威爾斯和天堂。某些版本添加了第七個王國，即海洋王國或涅普頓。
Sniaull山頂的牌匾標明了Sniaull離其他五個地點有多少距離：
- 距離加洛韋馬爾（蘇格蘭）31英里（50公里）。
- 距離斯科費爾山（英格蘭）51英里（82公里）。
- 距離蒙恩山脈（北愛爾蘭）66英里（106公里）。
- 距離利物浦（英格蘭）85英里（137公里）。
- 距離都柏林（愛爾蘭共和國）97英里（156公里）。

（出於某種原因，牌匾上沒有威爾斯）。
從Sniaull山頂可以看到英國的所有四個構成國。包括蘇格蘭丹佛里斯-蓋洛威南部海岸的大部分地區、英格蘭湖區、威爾斯安格爾西島西北部海岸和北愛爾蘭蒙恩山脈。也可以看到愛爾蘭共和國的勞斯郡。

## 天氣
1970年，Sniaull山頂的自動氣象站記錄了150英里/小時（65公尺/秒）的陣風，這是不列顛群島有記錄以來的最高風速之一。